# 廣瀬雄大
廣瀬 雄大（ひろせ ゆうた、1986年10月14日 - ）は、NHKのアナウンサー。

## 人物
山梨県南アルプス市出身。山梨県立甲府第一高等学校、慶應義塾大学文学部を卒業後、2009年入局。

## 嗜好・挿話
防災士の資格を持っており、北九州放送局勤務時代、『ニュースブリッジ北九州』のコーナー「きたきゅー防災チェック」など、担当番組でも次に発生する恐れがある災害への備えなどについて、詳しく解説していた。2021年7月、福岡放送局へ転勤後、『ロクいち!福岡』でもスポット出演ではあるが、北九州放送局勤務時代と同様、災害への備えなどについて、詳しく解説している。
プラレールとトミカ好きである幼少期の息子がおり、プラレールとトミカと本人が入った画像が公開されている。
2023年7月10日、九州北部での記録的大雨が発生し、息子が通っている福岡市内の小学校が休校になったと語っている。
2023年7月16日、7月10日の記録的大雨により甚大な被害を受けた福岡県久留米市田主丸町の災害ボランティアに自ら参加し、床上浸水や床下浸水した家屋の土砂の除去など清掃活動に従事したと語っている。

## 現在の担当番組
- NHKニュースおはよう日本（平日5時台キャスター、6時台 - 7時台ニュースリーダー：2025年4月 - ）
  - 勝呂恭佑、矢崎智之との1週間ごとのローテーション
- ハートネットTV（2025年3月31日 - ）
- ニュース・気象情報（午前9時）（2025年4月 - ）
- ニュース645（日曜不定期）
- 明日をまもるナビ（ナレーション：2025年4月 - ）

## 過去の担当番組

### 高松放送局時代（2009年度 - 2013年7月）
- 土曜スタジオパーク（2009年5月23日） - 新人お披露目
- 着信御礼!ケータイ大喜利（レポーター 2009年10月17日）[5]
- しこく8 四国なぞ解き行脚 夏編（2010年9月3日）
- ゆう6かがわ （キャスター：2013年4月 - 7月）

### 甲府放送局時代（2013年8月 - 2017年7月）
- Newsかいドキ（不定期・リポーター、キャスター代行など）
- Newsまるごと山梨（不定期・リポーター及びキャスター代行など）
- ニュース山梨845（不定期）
- ヤマナシQUEST
- かいラジ〜いますぐやるじゃん!山梨の防災〜
- ひるブラ「スター☆ホース誕生!　～山梨・北杜市～」（2017年5月24日）
- 山梨県のニュース・中継

### 北九州放送局時代（2017年8月 - 2021年6月）
- ニュースブリッジ北九州（キャスター）[注釈 1]（2019年4月1日 - 2020年3月27日）
- ニュース845北九州（不定期）
- きたきゅーラジオ[6] （不定期）
- NHKニュースおはよう日本 （代理キャスター：4:30 - 6:00）（2019年8月26日 - 30日）
- あさイチ（2020年3月12日） - 「JAPA-NAVI　北九州～工業の町の素朴なグルメを大特集!」ナビゲーター
- 前任の吉松欣史アナに引き続き、自ら“角打ちの伝道師”を自称して「角打ち放浪記」を担当
- はっけんラジオ （2020年9月30日）
- ニュース845福岡 （2020年9月30日、2021年1月13日、2021年3月24日）
- ラジオニュース（九州沖縄）（R1・FM）の泊まり勤務担当 （2020年10月1日 - 2日、2021年1月14日 - 15日、2021年3月25日 - 26日）
- アイデア対決・全国高等専門学校ロボットコンテスト2020 九州沖縄地区大会（司会、2020年11月23日〈九州沖縄ブロック〉[注釈 2][7]）

### 福岡放送局時代（2021年7月 - 2024年度）
- 福岡県・九州沖縄のニュース
- ニュース845福岡[8]（不定期）
- はっけんラジオ（不定期）
- ラジオニュース（九州沖縄、R1・FM）の泊まり勤務担当[注釈 3]
- 福岡放送局のコールサインアナウンス
- ロクいち!福岡（2021年8月23日 - 24日、2022年1月24日 - 3月4日、7月15日、8月8日 - 10日、2023年5月31日 - 6月2日、7月31日 - 8月4日・7日・8日・10日、2024年9月2日） - 一橋忠之の代理キャスター[注釈 4][注釈 5]
- はっけんラジオスペシャル - MC
  - 「～あなたの“門出”の音はなんですか?～」（2022年3月12日）
  - 「九州沖縄LGBTQ最新事情～若者たちと考える夕べ～」（2022年12月4日）
  - 「九州沖縄LGBTQ最新事情～教えて、となりのトランスジェンダーさん～」（2023年12月10日）
- おはよう九州沖縄（2022年3月14日 - 18日、28日 - 4月1日） - 代理キャスター（ニュースパートのみ）[注釈 6]
- The Life（2022年4月8日 - 2025年3月14日） - キャスター[9]
- うまいッ!「甘みギュッ!とろける食感 とよみつひめ（イチジク）〜福岡・朝倉市〜」（2022年9月5日） - 地元応援団
- 令和4年台風14号特設ニュース（2022年9月19日） - 福岡放送局より九州地方の災害状況を伝えた（全国放送）[注釈 7]。
- #BeyondGender九州・沖縄（2022年12月2日） - MC
- ニュースブリッジ北九州（2022年12月12・13日、代理キャスター、応援派遣要員）
- 特選 追跡!バリサーチ（2023年1月7日・福岡局域） - ナレーション
- 九州地方寒波特設ニュース（2023年1月24日・九州沖縄地方） - 中継リポート[注釈 8]
- サタデーウオッチ9「アラスカから生中継!“オーロラ爆発”は目撃できるか」（2023年2月18日） - 現地リポーター
- 「九州・沖縄 地震コレダケハ!」（2023年3月10日） - MC
- 「目撃!オーロラ爆発」（2023年3月19日[10]、BS4K[注釈 9]） - 米国・アラスカ州フェアバンクス現地リポート&キャスター[注釈 10]
- 「統一地方選挙2023（前半）」福岡県議会議員選挙2023開票速報（2023年4月9日・福岡県域） - キャスター[注釈 11]
- 「統一地方選挙2023（後半）」福岡県内3市長・5町長選挙2023開票速報（2023年4月23日 - 24日・福岡県域） - キャスター
- 「守らなきゃ!命とくらし 九州沖縄大雨対策SP」（2023年6月9日） - MC
- 「緊急報告 令和5年7月記録的大雨」（2023年7月13日・九州沖縄地方） - キャスター[注釈 12]
- ニュース「記録的大雨から1週間」（2023年7月17日・九州沖縄地方） - 久留米市田主丸町から中継・リポート
- 台風6号特設ニュース（2023年8月7日・九州沖縄地方） - 福岡放送局より福岡管区気象台の記者会見を中継で伝えた[注釈 13]。
- 台風6号特設ニュース（2023年8月8日・九州地方） - 福岡放送局より九州地方の災害状況を伝えた[注釈 14]。
- ラジオ深夜便
  - 人権インタビュー「逃げてきた私が、いまこそ書く」（2023年12月6日[11]） - 聞き手
  - 『ラジオ文芸館』「望潮」（2024年2月19日[12]） - 朗読
- Nらじ19時台（2024年1月22日 - 24日、滑川和男のメインキャスター代行で、同日のラジオ第一の正午のニュースも担当。[13][14]）
- NHKニュースおはよう日本（2024年8月26日 - 30日） - 5時台キャスター代理
- 2024年台風10号関連ニュース（2024年8月29日）

## 同期のNHKアナウンサー
- 池田伸子
- 伊藤海彦
- 牛田茉友（退職）
- 角谷直也
- 勝呂恭佑
- 合原明子
- 酒匂飛翔
- 佐々木彩
- 佐藤誠太
- 鈴木遥
- 八田知大
- 深川仁志
- 深澤健太